# Anna Tifu
Anna Tifu (sinh ngày 1 tháng 1 năm 1986) là một nghệ sĩ vĩ cầm cổ điển người Ý. Cô có những thành tích nhất định trong sự nghiệp lưu diễn tại nước ngoài và là người giành chiến thắng trong cuộc thi vĩ cầm George Enescu vào năm 2007.

## Tiểu sử
Anna Tifu sinh ra trong một gia đình có cha là người Romania và mẹ là người Ý ở Cagliari. Cô bắt đầu chơi vĩ cầm từ năm 6 tuổi dưới sự dạy dỗ của cha mình. Sau đó, Tifu ra mắt công chúng lần đầu với tư cách nghệ sĩ độc tấu ở tuổi 11 với Dàn nhạc giao hưởng quốc gia des Pays de la Loire. Một năm sau, cô chơi bản concerto cho vĩ cầm số 1 của Bruch tại La Scala ở Milan.

## Sự nghiệp
Cô giành chiến thắng trong cuộc thi Vittorio Veneto năm 1994, cuộc thi Viotti-Valsesia năm 1998 và cuộc thi Marcello Abbado quốc tế năm 1999. Tifu học tại Học viện Walter Stauffer ở Cremona cùng với Salvatore Accardo, sau đó theo học tại Học viện Chigiana ở Siena và tốt nghiệp năm 2004. Cô đã giành được học bổng của quỹ Mozart Gesellschaft of Dortmund,  và theo học tại Học viện Âm nhạc Curtis ở Philadelphia dưới sự dẫn dắt của Shmuel Ashkenazy, Pamela Frank và Aaron Rosand.
Tifu được chơi cây đàn của Carlo Bergonzi chế tác mang tên "Mischa Piastro" năm 1739 qua hình thức cho mượn từ tổ chức Pro Canale của Milan. Trước đó, cô chơi cây đàn "Marèchal Berthier" ex Napoléon của Antonio Stradivari chế tác năm 1716, cũng được mượn từ quỹ tương tự. Cô đã xuất hiện với các dàn nhạc và hòa tấu thính phòng như Dàn nhạc quốc gia della RAI di Torino, dàn nhạc dell'Accademia Nazionale di Santa Cecilia, Dàn nhạc della Fondazione Arena di Verona, Dàn nhạc del Teatro La Fenice di Venezia, Dàn nhạc Simon Bolivar của Venezuela, Dàn nhạc giao hưởng Dortmunder, dàn nhạc giao hưởng George Enescu , Dàn nhạc đài phát thanh quốc gia của Romania và Dàn nhạc thính phòng Munich  với các nhạc trưởng Gustavo Dudamel, Yuri Temirkanov, Mikko Franck, Ezio Bosso, Christoph Poppen và Justus Frantz.

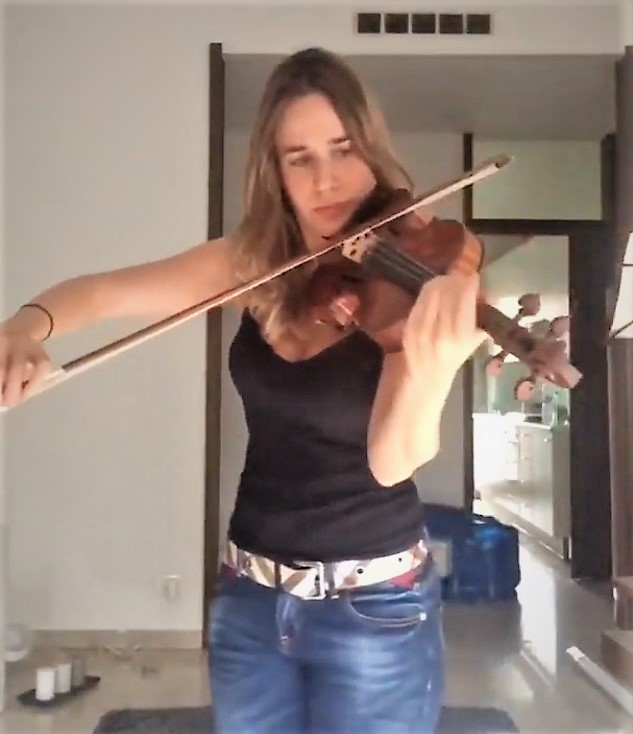
Anna Tifu đang khởi động

Năm 2007, Tifu giành chiến thắng trong cuộc thi George Enescu bằng cây đàn của Antonio Stradivari chế tác năm 1716. Cô chơi Concerto cho vĩ cầm số 2 của Paganini với Stuttgarter Philharmoniker, do Marc Piollet chỉ huy, tại Stuttgart Liederhalle vào năm 2017. Vào năm 2018, cô mở đầu một mùa hòa nhạc tại Paris với Dàn nhạc giao hưởng đài phát thanh quốc gia Pháp, do Mikko Franck chỉ huy. Vào tháng 2 năm 2020, cô biểu diễn các buổi hòa nhạc tại Thổ Nhĩ Kỳ với dàn nhạc giao hưởng Tekfen do Aziz Shokhakimov chỉ huy, bao gồm Poème của Chausson và Tzigane của Ravel. Vào tháng 10 năm 2020, cô chơi concerto cho vĩ cầm của Mendelssohn với Dàn nhạc giao hưởng Nordwestdeutsche, do Yves Abel là chỉ huy trưởng. Một nhà phê bình đã ghi nhận sự phối hợp thường xuyên của cô với nhạc trưởng, "kỹ thuật điêu luyện không qua đào tạo, sự ấm áp và khí chất trong đoạn cadenza đầu tiên".
Tifu đã thu âm bản sonata cho hai vĩ cầm của Prokofiev, Op. 56 với Pavel Berman vào năm 2010, và thu âm bản Tzigane cho hãng Warner Classics với nghệ sĩ dương cầm Giuseppe Andaloro vào năm 2017.
Cô từng là thành viên ban giám khảo của Lễ hội âm nhạc Sanremo 2014.